# Me (李奧軒專輯)
《ME》是中國歌手李奧軒的第1張鋼琴錄音室EP，2019年8月30日預購，於2019年9月30日正式發行。該EP從創作到整張EP製作都是由李奧軒親自獨立完成。該EP曲風以抒情風格為主。

## 發展
2018年12月，李奧軒與日本女歌手相澤香純合作，發行了中國&日本跨國單曲《三二一》，該歌曲成為2018年日本聖誕節的熱門歌曲。2019年5月，在日本發行鋼琴治癒專輯《Famous Chinese Songs (Time Boils the Rain)》，該專輯收錄了1980年～2010年中國華語樂壇的經典歌曲。2019年7月，傳出李奧軒發行鋼琴專輯的消息，但是經紀公司未做出說明，直到8月，李奧軒所屬經紀公司才證實該消息的確實性。9月，受邀出席日本第15次電子鍵盤音樂全國大會（電子樂器誕生100週年），直至2019年，李奧軒成為該大會連續7年出席的首位外國人保持者。

## 創作與製作
該張鋼琴EP以《ME》命名，目的是想迴歸到最本真的自己，以第一人稱的視角去探索內心。該張EP收錄的所有音樂作品，創意點都來源於李奧軒過去曾經歷過的一些事情之後的心態。李奥轩這兩年對心理學頗有興趣，他透過心理學大師榮格的書籍，開始挖掘和探索自己的內心。透過不斷的挖掘，李奧軒聯想到《ME》主題， 當每個人開始面對自己之後，獲得的反饋是美好的、更多愛和同理心，會了解到自己當初做某件事情的決定，就不太容易去批判自己及批判別人。新EP的誕生過程是李奧軒不斷探索、認識自己的過程。

## 曲目
| 曲序     | 曲目                   | 製作人   | 时长  |
| -------- | ---------------------- | -------- | ----- |
| 1.       | Heartbroken            | 李奧軒   | 3:50  |
| 2.       | Letter                 | 李奧軒   | 5:02  |
| 3.       | Continue               | 李奧軒   | 3:23  |
| 4.       | Blooming like a flower | 李奧軒   | 2:40  |
| 5.       | Are you still there?   | 李奧軒   | 3:17  |
| 总时长： | 总时长：               | 总时长： | 17:32 |